# راه‌آهن اریتره

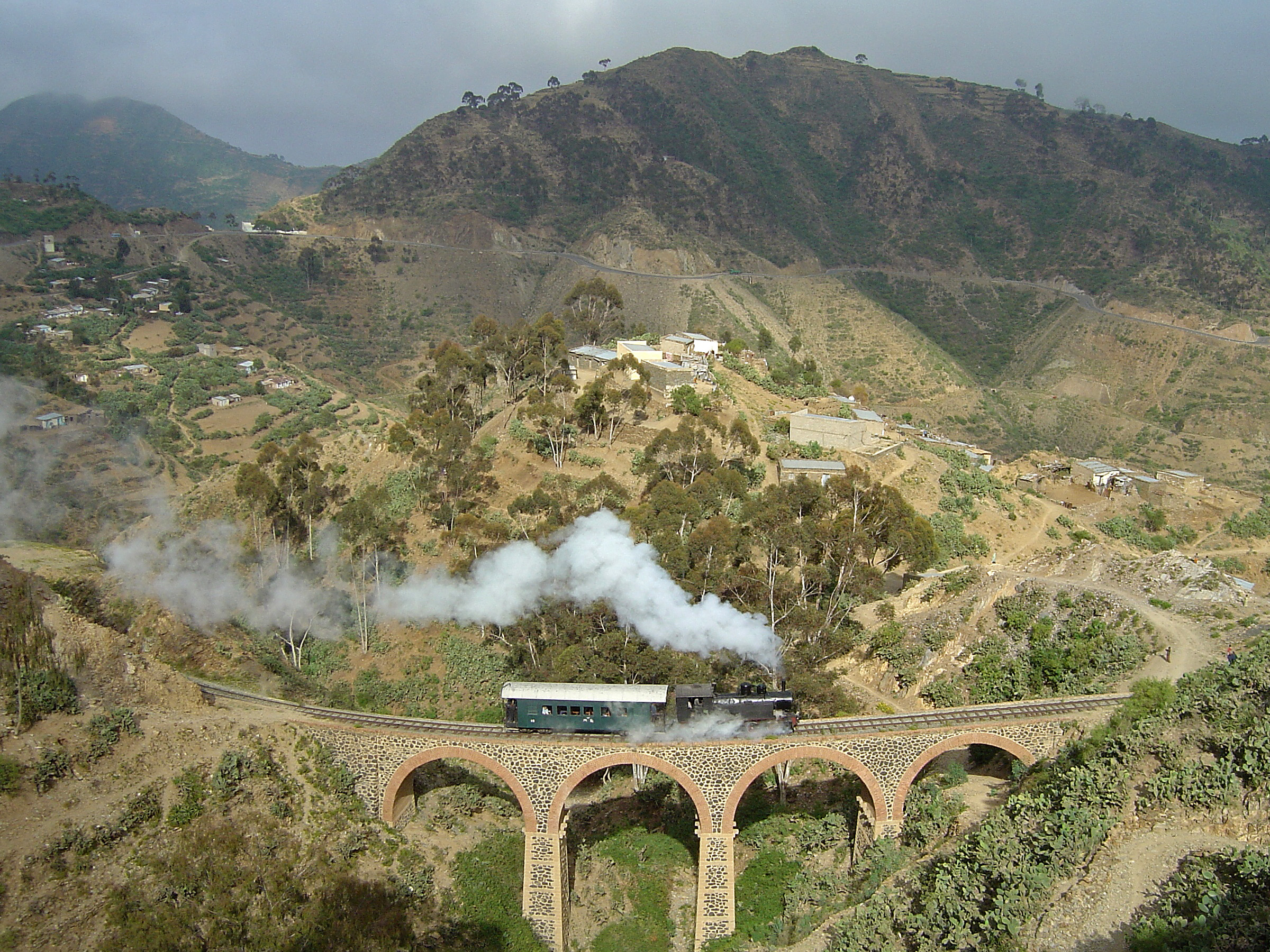
راه‌آهن اریتره

راه‌آهن اریتره (به انگلیسی: Eritrean Railway)تنها سیستم راه‌آهن در کشور اریتره است. این بنا بین سالهای ۱۸۸۷ و ۱۹۳۲ در طول استعمار اریتره توسط ایتالیا ساخته شد و بندر مصوع را به اسمره متصل می‌کند این خط آهن در اصل به بیشیا نیز متصل بود. این خط در دهه‌های بعدی تا حدی توسط جنگ آسیب دید، اما در دهه ۱۹۹۰ بازسازی شد. تجهیزات قدیمی هنوز در خط استفاده می‌شود.